# Palkonya
Palkonya je obec v Maďarsku v župě Baranya v okrese Siklós.
Má rozlohu 1000 ha a žije zde 305 obyvatel (2007).